# Troguéry
Troguéry is een gemeente in het Franse departement Côtes-d'Armor (regio Bretagne) en telt 233 inwoners (1999). De plaats maakt deel uit van het arrondissement Lannion.

## Geografie
De oppervlakte van Troguéry bedraagt 3,6 km², de bevolkingsdichtheid is 64,7 inwoners per km².

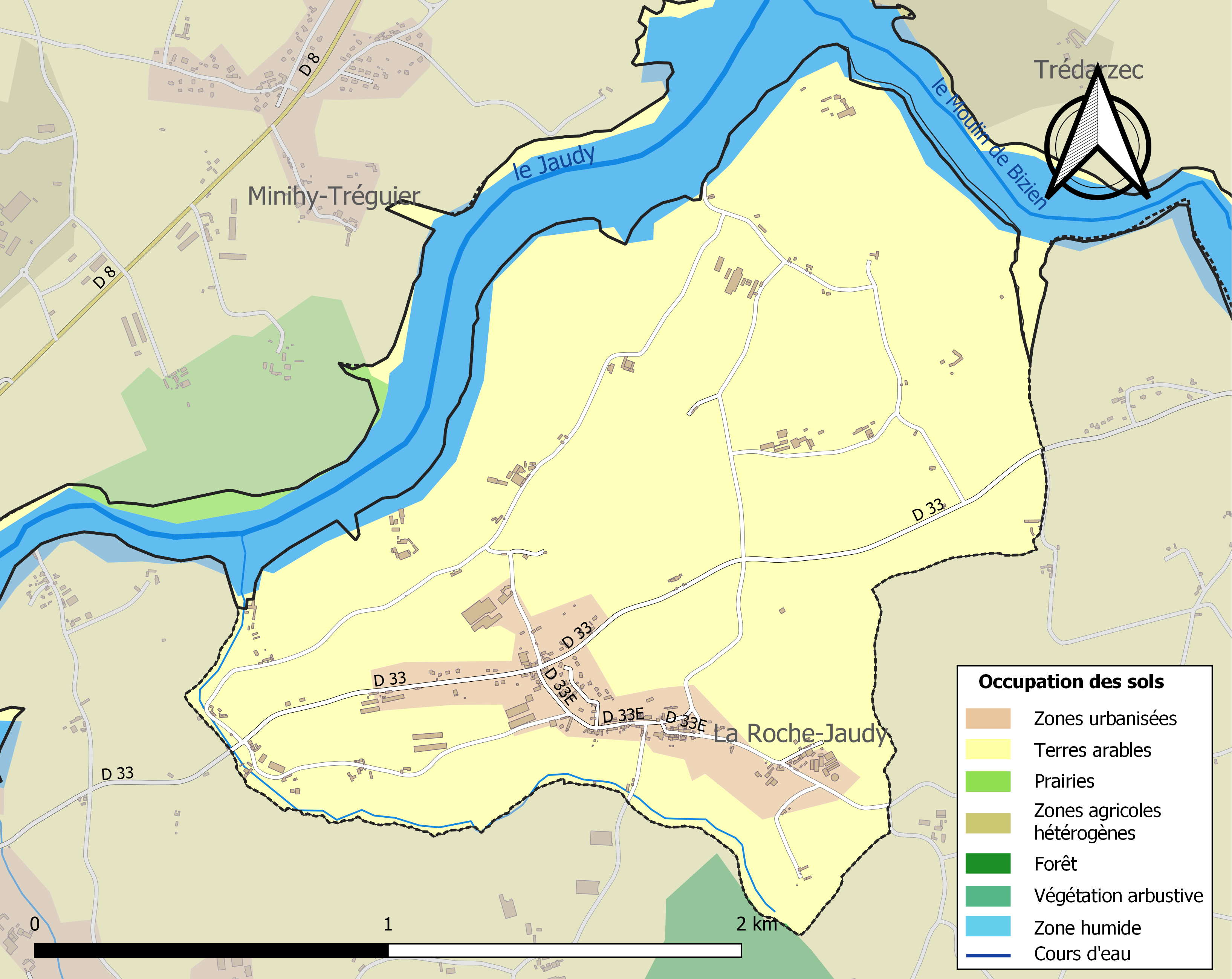
Kaart van de gemeente met de belangrijkste infrastructuur, bodemgebruik en omliggende gemeenten

## Demografie
Onderstaande figuur toont het verloop van het inwonertal (bron: INSEE-tellingen).

## Monumenten
- Moulin du Cosquer ( ook Bili-Gwenn genoemd): museum over maaltechniek, als monument geklasseerd in 1999.
- Manoir de Kerandraou (14e - 15e eeuw), als monument geklasseerd in 2003.

1. ↑  Populations de référence 2022.